# The Eternal Sin
The Eternal Sin es una película muda de drama histórico estadounidense perdida del año 1917. Fue  dirigida por Herbert Brenon y protagonizada por Florence Reed. Brenon también la produjo y Lewis J. Selznick se encargó de la distribución.

## Trama
Gennaro, hijo de Lucrecia Borgia, vive sin saber la identidad de su madre, que se ha casado con el duque de Ferrara. Después de que el hermano de Lucrecia sea asesinado por cinco conspiradores, los padres de los amigos más queridos de Gennaro, Lucrecia tortura a los ancianos hasta la muerte. Más tarde, Gennaro y sus compañeros viajan al dominio de Lucrecia, y ella ve a su hijo por primera vez. El duque, que cree que es su amante, envenena a Gennaro, pero Lucrecia le administra el antídoto a tiempo y le salva la vida. Luego planea envenenar a los cinco amigos de su hijo por el error cometido por sus padres. Ella logra envenenarlos a todos en una cena en la que Gennaro es un invitado no invitado. Consternada, ella le ruega que tome el antídoto, pero él se niega y con furia venga a sus amigos apuñalando a Lucrecia. Mientras agoniza, se entera de que ella era su madre.

## Reparto
- Florence Reed - Lucrecia Borgia;
- William E. Shay - El Duque de Ferrara;
- Stephen Grattan - El Hermano de Lucrecia;
- Richard Barthelmess - Gennaro;
- Alexander Shannon - Rustighello;
- A. G. Parker - Maffio;
- M. J. Briggs - Astolpo;
- Edward Thorne - Jeppo;
- Elmer Patterson - Liveretto;
- Anthony Merlo - Petrucci;
- Henry Armetta - El Bufón;
- William Welsh - Gubetta;
- Juliet Brenon - Blanca;
- Jane Fearnley - Princesa Negroni;
- Henrietta Gilbert - Flametta.